# Centro de Documentación y Estudios Josemaría Escrivá de Balaguer
El Centro de Documentación y Estudios Josemaría Escrivá (CEJE) es un centro que reúne un extenso fondo bibliográfico sobre la figura de Josemaría Escrivá de Balaguer y el Opus Dei. Está situado en la Biblioteca de Humanidades de la Universidad de Navarra, en el campus universitario de Pamplona (España). Es una sección del Istituto Storico san Josemaría Escrivá (ISJE). Su consulta está abierta a investigadores y estudiosos de Escrivá de Balaguer y del Opus Dei. 

## Historia
A mediados de los años ochenta, el catedrático de Derecho Canónico Javier Hervada propuso constituir en la Universidad de Navarra un centro de documentación sobre san Josemaría. Su finalidad sería facilitar a los investigadores todos los libros y artículos sobre san Josemaría o el Opus Dei, y confeccionar una base de datos. La Universidad creó así un centro de estudios sobre la figura de Josemaría Escrivá y su proyección histórica. Para lograr este fin, se aspiraba a reunir una colección de publicaciones relativas a esta temática.
El 3 de octubre de 1995 se constituyó una junta directiva formada por Pedro Rodríguez, entonces decano de la Facultad de Teología de la Universidad de Navarra y director del CEDEJ; los subdirectores José Luis Illanes y Fernando de Meer; y como secretario, Federico Requena. Igualmente, se procedió a la formación del fondo bibliográfico, que desde entonces se puede consultar en la biblioteca de la Universidad de Navarra.
Posteriormente, en 1998 José Luis Illanes fue nombrado director y comenzó a buscar colaboradores: Onésimo Díaz en Vitoria, Jaume Aurell, en Barcelona; Santiago Martínez Sánchez, en Sevilla; Mario Fernández Montes, en Madrid. El CEDEJ comenzó a recopilar las publicaciones sobre Escrivá de Balaguer y el Opus Dei. Más adelante llegaron: José Luis González Gullón, Mercedes Alonso, Inmaculada Alba, María Sandúa y Ana Escauriaza. Actualmente, alberga la colección más completa sobre el particular.
En 2001 se erigió en Roma el Istituto Storico san Josemaría Escrivá (ISJE), El CEDEJ quedó como una sección de ese Instituto. En 2002, año del centenario del nacimiento del fundador del Opus Dei, Javier Echevarría fijó la doble dependencia de este Centro, mediante un decreto fechado el 26 de junio de 2002. De una parte, el Centro queda vinculado al ISJE para las tareas científicas y de investigación. De otra, depende del Rectorado de la Universidad de Navarra para los aspectos orgánicos, laborales y administrativos.
En 2021 el acrónimo del Centro de Documentación pasó a ser CEJE, en lugar del CEDEJ que había sido utilizado hasta entonces.

## Tareas del CEJE
Entre 1997 y 2003 el CEDEJ publicó anualmente los Cuadernos del Centro de Documentación y Estudios Josemaría Escrivá de Balaguer. Estos Cuadernos se integraron dentro de la revista Anuario de Historia de la Iglesia. Además, uno de los primeros cometidos del CEDEJ fue, junto con el asesoramiento a los investigadores interesados en el tema, la elaboración de una bibliografía sobre Josemaría Escrivá y el Opus Dei. Esta tarea comenzó en 1997 y se sigue realizando hasta la fecha. Para ello, se creó un tesauro específico sobre estas materias: Josemaría Escrivá de Balaguer, Opus Dei, Prelados, miembros y labores apostólicas del Opus Dei.

## Biblioteca Virtual Josemaría Escrivá de Balaguer y Opus Dei
En abril de 2006, el CEDEJ propuso al Rectorado de la Universidad de Navarra desarrollar una Biblioteca Virtual del CEDEJ. Esta Biblioteca Virtual apareció en 2009. En 2010 tuvo una segunda versión y en 2017 la que puede consultarse en la actualidad. 
Esta Biblioteca virtual contiene una completa base de datos sobre publicaciones acerca de la historia del Opus Dei, Escrivá de Balaguer, sus miembros e iniciativas educativas y asistenciales. Además, contiene un notable número de pdfs descargables. Se puede acceder a ella a través de la web del CEDEJ. A comienzos del 2019, la Biblioteca virtual disponía de más de trece mil registros y más de seis mil quinientos documentos PDFs.